# Obila diffusata
Obila diffusata är en fjärilsart som beskrevs av Walker 1863. Obila diffusata ingår i släktet Obila och familjen mätare. Inga underarter finns listade i Catalogue of Life.